# 燕喜亭
燕喜亭，位于中国广东省清远市连州市连州镇燕喜山，为连州市的一个市级文物保护单位，因著名诗词《燕喜亭记》而闻名，类型为古建筑，公布时间为1996年8月。
唐贞元十三年（797年），此亭为唐朝吏部员王宏中所建，当时称为宴喜亭，是为地方官员设宴消闲的场所。
唐贞元十九年（803年）十月，监察御史韩愈被贬为连州郡所属的阳山县县令，来到此处游亭，至兴处，写下了闻名的《燕喜亭记》，将此亭命名为“燕喜”，取“鲁侯燕喜者颂也”之意。在亭后高岩，有大石形状似燕子低飞，而春来之时，更有群燕嬉戏于亭前绿树之间，因此燕喜亭此名有“燕子喜爱之亭”的解释。
目前现存的燕喜亭建筑的历史年代为民国（原建筑始建于唐，后经韩愈外孙重修，又屡次被毁）。